# Санта-Пуденциана
Санта-Пуденциана (итал. Santa Pudenziana) — небольшая титулярная церковь в Риме на Виминальском холме, посвящённая святой Пуденциане. Находится в непосредственной близости от «великой базилики» Санта-Мария-Маджоре и церкви Санта-Прасседе. Одна из старейших церквей Рима. Известна раннехристианской мозаикой апсиды 402—417 годов.

## История дома сенатора Пудента
Первую церковь построили, как принято считать, в память о Святой Пуденциане (ecclesia Pudentiana). Однако такую версию подвергают сомнению на основании того, что название Domus Pudentiana (по иным источникам: Тitulus Pudentis) может означать дом святого Пуда (Пуденса или Пудента). Святой Пуденс был раннехристианским мучеником. Согласно преданию, именно Пуденс приютил в своем доме святого Петра. Пуд упоминается в послании апостола Павла (2Тим. 4:21).
По археологическим данным часть христианской церкви, включая апсиду, возведена на остатках фундамента римских терм времени правления императора Адриана (117—138). Раскопки 1894 и 1928—1930-х годов выявили фрагменты древних фресок, мозаик и сводчатых галерей терм Новатия, а также римской мостовой III в. на девять метров ниже уровня пола современной церкви. Были раскрыты стены римской кладки в амбулатории и арочные конструкции в боковых нефах.
Здание получило именование Тitulus Pudentis, называемой также Ecclesia Pudentiana.

## Мозаика апсиды
Большая мозаичная картина в конхе апсиды представляет собой уникальный памятник раннехристианского искусства. Это одна из старейших мозаик в Риме наряду с мозаиками мавзолея Санта-Костанца, церквей Санта-Мария-Маджоре, Санта-Прасседе, Космы и Дамиана. Датируется 402—417 годами, её в значительной степени реставрировали в XVI—XIX веках.
Мозаика Санта-Пуденцианы уникальна своей иконографией, которая представляет собой тип композиции «Traditio legis» (Передача Закона). В центре изображён Христос в золотых ризах, восседающий на троне. По сторонам — Пётр и Павел, другие апостолы (по шесть с каждой стороны). Тему предстояния Церкви Христу раскрывают две женские фигуры, изображённые рядом с апостолами: святые Пракседа и Пуденциана. Они, как и апостолы, вероятно, «символизируют Церковь от язычников, среди которых проповедовал Павел, и Церковь от иудеев, которых привёл ко Христу апостол Пётр» (или «церковь» и «синагогу»). Пракседа и Пуденциана держат венки над головами Петра и Павла.
В верхней части мозаики показаны символы евангелистов (тетраморф) и гора Голгофа с водружённым на ней крестом. Внизу находился образ Агнца Апокалипсиса. Вся сцена показана на фоне архитектуры, предположительно представляющей город Иерусалим. Христос имеет золотой нимб, в левой руке держит раскрытую книгу (в других композициях чаще изображают свиток) с текстом: «Dominus conservator ecclesiae Pudentianae» (Господь — хранитель церкви Пуденцианы).

## Титулярная церковь
Церковь Святой Пуденцианы является титулярной церковью, кардиналом-священником с титулом церкви Санта-Пуденциана с 28 июня 2018 года является японский кардинал Томас Акино Манъё Маэда.